# ROCS Cơ Long (DDG-1801)
ROCS Kee Lung (基隆, DDG-1801) là tàu đầu tiên của tàu khu trục lớp Cơ Long có tên lửa dẫn đường đang phục vụ cho Hải quân Trung Hoa Dân Quốc.

## Lịch sử
Trong khi "Cơ Long" là tàu đầu tiên của lớp Cơ Long, nhưng thực sự không phải là con tàu đầu tiên lớp này được đóng mới. "Cơ Long" trước đây là USS Scott (DDG-995) (Tàu khu trục lớp Kidd) của Hoa Kỳ, đã được Hải quân Hoa Kỳ cho ngừng hoạt động vào năm 1998. Scott được bán cho Trung Hoa Dân Quốc cùng với ba tàu khu trục khác là Kidd vào năm 2001. Scott được đổi tên thành Cơ Long là tàu đầu tiên trong số bốn tàu được đưa vào hoạt động tại Hải quân Trung Hoa Dân Quốc, làm cho nó trở thành tàu dẫn đầu trong Hải quân Trung Hoa Dân Quốc. Trớ trêu thay, USS Kidd (DDG-993), đây là tàu dẫn đầu của lớp, cũng đã được bán cho Hải quân Trung Hoa Dân Quốc vào năm 2006 và được đổi tên thành "Tả Doanh" của ROCS (DDG-1803). Trong một khoảng thời gian "Kee Lung" được dự kiến đặt tên Chi Teh (紀德), là tên chuyển ngữ của Kidd sang Tiếng Trung Quốc. Nhưng sau đó quyết định đặt tên cho tàu theo tên cảng Cơ Long, một cảng hải quân lớn ở miền bắc Đài Loan.
Cơ Long, cùng với ba chiếc tàu chị em của mình, là tàu khu trục lớn nhất và con tàu lớn thứ hai trong dịch vụ đổ bộ trong dịch vụ Hải quân Trung Quốc, chỉ nhỏ hơn ROCS Hsu Hai (LSD-193), một bãi đáp trực thăng. Cơ Long được lắp lại cho bãi đáp tại Nhà máy đóng tàu Detyens ở Bắc Charleston, Nam Carolina. Tàu được chính thức nhập biên chế vào ngày 17 tháng 12 năm 2005 cùng với tàu cùng lớp ROCS Tô Áo (DDG-1802).

## Thông số kỹ thuật
Cơ Long là tàu duy nhất của tàu lớp này được trang bị LAMPS III hệ thống và sân đáp tăng cường. Điều này cho phép "Cơ Long" mang đến hai trong số nhiều khả năng hơn trực thăng chống tàu ngầm Sikorsky SH-60 Seahawk, so với các tàu cùng lớp của nó.